# Cròniques de la veritat oculta
Cròniques de la veritat oculta és un recull de contes de Pere Calders. L'any 1954 guanyà el premi Víctor Català tot i que no es va publicar fins al 1955 (a l'Editorial Selecta). Està dividit en tres parts:
1. La imprevista certesa
2. Ver, però inexplicable
3. L'escenari desconcertant

Es tracta del tercer llibre de narracions de l'autor i, possiblement, sigui una de les seves obres més conegudes. Suposa un moment clau en la narrativa de Calders: la seva descoberta per al públic de la postguerra. En aquest recull destaquen trets característics de la producció de Calders, un estil fàcilment identificable. Els ingredients bàsics són l'humor i la fantasia. L'humor més o menys ambigu, sorneguer però tendre. La fantasia crea situacions impossibles, incorpora elements sobrenaturals a la quotidianitat i situa les històries en un temps i un espai abstractes, imprecisos, irreconeixibles. Els crítics l'han comparat amb altres mestres del conte com ara Edgar Allan Poe i Franz Kafka, i amb altres autors com ara els italians Luigi Pirandello o Massimo Bontempelli.
Calders escriu aquest llibre des de l'exili a Mèxic. És des d'allà que enviarà al mestre Joan Triadú els materials contístics que acabaran formulant-lo.

## Llista de contes
El recull inclou 31 relats, repartits en tres parts:
1. La imprevista certesa
  - El desert
  - La ratlla i el desig
  - La consciència, visitadora social
  - El principi de la saviesa
  - L'any de la meva gràcia
  - La ciència i la mesura
  - La revolta del terrat
  - La clara consciència
  - L'home i l'ofici
  - Coses de la providència
  - El Teatre Caramar
  - La clau de ferro
2. Ver, però inexplicable
  - El problema de l'Índia
  - Els catalans pel món
  - L'arbre domèstic
  - Cada u del seu ofici
  - L'esperit guia
  - Fet d'armes
  - Història natural
  - La fi
  - O ell, o jo
  - L'«Hedera Helix»
  - Una curiositat americana
  - Quieta nit
3. L'escenari desconcertant
  - Coses aparentment intranscendents
  - La maleta marinera
  - Les mans del taumaturg
  - El geni magiar
  - Feblesa de caràcter
  - Raspall (conte infantil)
  - Un crim